# Švut Rachel
Švut Rachel (hebrejsky שבות רחל, doslova „Návrat Ráchel“ - podle obyvatelky nedaleké osady Šilo Rachel Drukové, která byla zabita při teroristickém útoku, anglicky Shvut Rachel nebo Shevut Rachel) je izraelská osada a vesnice typu společná osada (jišuv kehilati) na Západním břehu Jordánu, v distriktu Judea a Samaří a v Oblastní radě Mate Binjamin.

## Geografie
Nachází se v nadmořské výšce cca 750 metrů v centrální hornaté části Samařska. Je stavebně téměř propojena se sousední obcí Šilo, jejíž formální součástí stále je, třebaže je fakticky nezávislá a má i samostatné zastoupení v Oblastní radě Mate Binjamin. Švut Rachel leží cca 32 kilometrů severoseverovýchodně od historického jádra Jeruzalému, cca 20 kilometrů severovýchodně od Ramalláhu a cca 50 kilometrů východně od centra Tel Avivu.
Vesnice je na dopravní síť Západního břehu Jordánu napojena jednak pomocí dálnice číslo 60, která probíhá v severojížním směru napříc prakticky celým Samařskem, jednak pomocí spojky vybíhající k východu, kde ústí na lokální silnici číslo 458 (takzvaná Alonova silnice), která vede k dalším izraelským sídlům podél východního okraje hornatiny Samařska (například Kochav ha-Šachar).
Švut Rachel leží v hustě osídlené části centrálního Samařska, kde jsou palestinské i židovské obce vzájemně promíseny. Spolu se sousední izraelskou osadou Šilo tvoří Švut Rachel jeden urbanistický celek a spolu s dalšími okolními židovskými osadami jde o blok Guš Šilo. Nejbližšími palestinskými vesnicemi je Qaryut (necelé 2 kilometry severozápadním směrem).

## Dějiny
Švut Rachel vznikla na území, které v roce 1967 dobyla izraelská armáda. V listopadu 1991, během první intifády byla při palestinském teroristickém útoku zabita obyvatelka osady Šilo Rachel Druková. V den jejího pohřbu pak skupina obyvatel z Šila založila východně od stávající obce novou osadu, nazvanou na počest zavražděné Švut Rachel.
V obci je k dispozici předškolní péče o děti. Základní školství je zajištěno v okolních izraelských vesnicích. Dále zde funguje veřejná knihovna. V Švut Rachel funguje provizorní synagoga, tvořená čtyřmi propojenými karavany, které jsou zevnitř vyzdobeny. Obec už mezitím zahájila projektování nové synagogy s odhadovanými náklady 250 000 dolarů, která by měla mít oddělení pro aškenázské i sefardské Židy.
Stejně jako Švut Rachel původně vznikla jako satelitní odnož obce Šilo, tak i nynější Švut Rachel se postupně obklopuje izolovanými skupinami domů (tzv. outposty), které se postupně formují v samostatné obce. Jsou to následující osady: Achija (hebrejsky אֲחִיָּה, anglicky Ahijah), Eš Kodeš (hebrejsky אש קודש‎, anglicky Esh Kodesh), Adej Ad (hebrejsky עדי עד, anglicky Adei Ad), Kida (hebrejsky קידה, anglicky Keida) a Habajit ha-Adom (hebrejsky הבית האדום, anglicky Habayit Ha'adom).
- Achija, doslova „Bratr či Přítel Hospodina“ (též jméno biblické postavy Achijáše Šíloského), byla založena v červnu 1997. Leží cca 1,5 kilometru severovýchodně od Švut Rachel. Internetové stránky obce zde uvádějí 14 rodin, v roce 2009 zde žilo už 22 rodin. V osadě funguje provizorní synagoga.[5] Zpráva organizace Mír nyní z roku 2007 tu uvádí 48 trvale bydlících obyvatel.[4]

- Eš Kodeš, doslova „Svatý oheň“, byla založena v roce 1999. Podle jiného zdroje[4] v prosinci 2000. Leží ještě o něco dál od vlastní Švut Rachel směrem k severovýchodu. Původně nazývaná Giv'at Chet (גבעה ח) podle tvaru zdejšího kopce.[6] Zpráva organizace Mír nyní z roku 2007 tu uvádí 36 trvale bydlících obyvatel.[4]

- Adej Ad, doslova „Věčně“, podle biblického citátu z Knihy Izajáš 26,4 - „Doufejte v Hospodina věčně“[7], byla založena v prosinci 1998. Je situována necelé 3 kilometry jihovýchodně od Švut Rachel, poblíž silnice číslo 458. Internetové stránky osady zde uvádějí 13 rodin. Obyvatelé se zabývají organickým zemědělstvím.[8] Zpráva organizace Mír nyní z roku 2007 tu uvádí už 80 trvale bydlících obyvatel.[4]

- Kida, doslova „Poklona“, byla založena 24. června 2003. Leží poblíž silnice číslo 458. V osadě je synagoga. Uvádí se tu 20 trvale žijících rodin.[9] Zpráva organizace Mír nyní z roku 2007 tu uvádí 48 trvale bydlících obyvatel.[4]

- Habajit ha-Adom, doslova „Červený dům“, byla založena v červnu 2002. Leží východně od Švut Rachel, při cestě napojující osadu na silnici číslo 458. Podle zprávy organizace Mír nyní v této skupině domů žilo v roce 2007 dvanáct lidí.[4]

Počátkem 21. století nebyla Švut Rachel a okolní skupiny zástavby zahrnuty do Izraelské bezpečnostní bariéry, která do svých hranic pojala jen kompaktní bloky izraelských osad, zejména poblíž Zelené linie. Budoucí existence osady závisí na podmínkách případné mírové smlouvy s Palestinci.

## Demografie
Obyvatelstvo Švut Rachel je v databázi rady Ješa popisováno jako nábožensky založené. Obec je formálně a i z hlediska statistických šetření stále považována za součást osady Šilo. Přesný přehled demografického vývoje proto není k dispozici. Portál rady Ješa zde uvádí 340 obyvatel.